# Partit de la Llibertat de Corea
El Partit de la Llibertat de Corea (en coreà: 자유한국당) va ser un partit polític conservador de Corea del Sud. Fundat al 1997 com a Gran Partit Nacional (한나라당) i reanomenat Partit Saenuri entre 2012 i 2017, va fusionar-se amb altres organitzacions minoritàries per a crear el Partit del Futur Unit al 2020.

## Història

### Gran Partit Nacional
El Gran Partit Nacional es formaria al 1997 a partir de la fusió del Partit Demòcrata (mentre que la facció progressista de Kim Dae-jung va escindir-se en el Congrés Nacional per a la Nova Política) i del Partit de la Nova Corea, el qual era llavors la formació amb més força a l'Assemblea Nacional.
Amb la victòria de Kim Dae-jung a les eleccions presidencials del mateix any, el nou partit conservador passaria a l'oposició, on romandria una llarga dècada. Tanmateix, mantindria el control de l'Assemblea Nacional, aconseguint a les eleccions legislatives del 2000 el 54% dels vots i 133 escons sobre 271.
A les següents eleccions legislatives de 2004, el GPN seria derrotat pel nou Partit Uri, obtenint només 121 escons dels 299. Els resultats es relacionarien amb l'intent d'impeachment del president Roh Moo-hyun, reflectint així la desaprovació pública amb la iniciativa. Així però, al 2005 recuperaria cinc diputats a les eleccions parcials, portant-lo a 127 escons.
El 19 de desembre de 2007, el candidat del partit, l'antic alcalde de Seül Lee Myung-bak, va guanyar les eleccions presidencials, posant fi al període de d'oposició. Un any més tard, a les eleccions legislatives el GPN aconseguiria una majoria de 153 escons sobre 299.

### Partit Saenuri
Al 2012 el partit, liderat llavors per Park Geun-hye, modificaria el seu nom a Partit Saenuri, i absorbiria al Partit de l'Avenç de la Llibertat. Davant el debat intern per transformar-se en un partit d'arreplega, Park asseguraria que mai abandonaria els valors reals del conservadorisme, tallant d'arrel els moviments interns renovadors.
Més endavant, la mateixa Park Geun-hye aconseguiria la victòria a les eleccions presidencials de 2012, però al 2016 seria investigada per abús de poder i tràfic d'influències, patint un impeachment de l'Assemblea Nacional el 9 de desembre del mateix any, sent substituïda pel seu Primer Ministre Hwang Kyo-ahn. La Cort Constitucional confirmaria per unanimitat la destitució el 10 de març 2017, convertint-se en la primera Presidenta destituida de la història de Corea.

### Partit de la Llibertat
Després de l'impacte de l'impeachment, el partit decideix refundar-se com a Partit de la Llibertat de Corea. Pocs anys després, el partit es fusiona amb altres organitzacions minoritàries per a crear el Partit del Futur Unit al 2020.

## Resultats electorals

### Eleccions Presidencials
| Any  | Candidat      | Vots       | %     | Resultat |
| ---- | ------------- | ---------- | ----- | -------- |
| 1997 | Lee Hoi-chang | 9,935,718  | 38.75 | Derrota  |
| 2002 | Lee Hoi-chang | 11,443,297 | 46.59 | Derrota  |
| 2007 | Lee Myung-bak | 11,492,389 | 48.67 | Electe   |
| 2012 | Park Geun-hye | 15,773,128 | 51.56 | Electe   |
| 2017 | Hong Joon-pyo | 7,841,017  | 24.04 | Derrota  |

### Eleccions Legislatives
| Any  | Líder         | Circum.   | Circum. | Circum.   | Circum. | Llista    | Llista | Llista  | Llista | Escons    | Escons | Pos. | Govern   |
| Any  | Líder         | Vots      | %       | Escons    | +/-     | Vots      | %      | Escons  | +/-    | No.       | +/–    | Pos. | Govern   |
| ---- | ------------- | --------- | ------- | --------- | ------- | --------- | ------ | ------- | ------ | --------- | ------ | ---- | -------- |
| 2000 | Lee Hoi-chang | 7,365,359 | 38.96   | 112 / 227 | Nou     |           |        | 21 / 46 | Nou    | 133 / 273 | Nou    | 1r   | Oposició |
| 2004 | Park Geun-hye | 8,083,609 | 37.9    | 100 / 243 | 12      | 7,613,660 | 35.77  | 21 / 56 | =      | 121 / 299 | 12     | 2n   | Oposició |
| 2008 | Kang Jae-seop | 7,478,776 | 43.45   | 131 / 245 | 31      | 6,421,727 | 37.48  | 22 / 54 | 1      | 153 / 299 | 32     | 1r   | Govern   |
| 2012 | Park Geun-hye | 9,324,911 | 43.28   | 127 / 246 | 4       | 9,130,651 | 42.8   | 25 / 54 | 3      | 152 / 300 | 1      | 1r   | Govern   |
| 2016 | Kim Moo-sung  | 9,200,690 | 38.33   | 105 / 253 | 22      | 7,960,272 | 33.5   | 17 / 47 | 8      | 122 / 300 | 30     | 2n   | Govern   |

### Eleccions Locals
| Any  | Líder           | Governadors | Provincials | Alcaldes  | Regidors      |
| ---- | --------------- | ----------- | ----------- | --------- | ------------- |
| 1998 | Cho Soon        | 6 / 16      | 224 / 616   | 74 / 232  |               |
| 2002 | Seo Cheong-won  | 11 / 16     | 467 / 682   | 136 / 227 |               |
| 2006 | Park Geun-hye   | 12 / 16     | 557 / 733   | 155 / 230 | 1.621 / 2.888 |
| 2010 | Chung Mong-joon | 6 / 16      | 288 / 761   | 82 / 228  | 1.247 / 2.888 |
| 2014 | Lee Wan-koo     | 8 / 17      | 416 / 789   | 117 / 226 | 1.413 / 2.898 |
| 2018 | Hong Jun-pyo    | 2 / 17      | 137 / 824   | 53 / 226  | 1.009 / 2.927 |